# Ermershausen
Ermershausen – miejscowość i gmina w Niemczech, w kraju związkowym Bawaria, w rejencji Dolna Frankonia, w regionie Main-Rhön, w powiecie Haßberge, wchodzi w skład wspólnoty administracyjnej Hofheim in Unterfranken. Leży w Haßberge, około 20 km na północny wschód od Haßfurtu, przy drodze B279.

## Polityka
Wójtem od 2002 jest Werner Döhler, jego poprzednikiem był Adolf Höhn. Rada gminy składa się z 9 członków:
|      | CSU | Wolni Wyborcy | Lista Obywatelska Ermershäuser | Razem    |
| 2002 | 2   | 2             | 5                              | 9 miejsc |